# Vogelpark Dehme
Der Vogelpark Dehme war ein Vogelpark im Ortsteil Dehme der ostwestfälischen Stadt Bad Oeynhausen. 2003 wurde er geschlossen.

## Geschichte
Alfred Bahr gründete den Vogelpark an der südlichen Fußkante des Wiehengebirges zwischen Porta Westfalica und dem Dehmer Großen Weserbogen an der Bundesstraße 61. Dort besaß er eine Gaststätte und etwas Land, auf dem er zwischen 1975 und 1978 den Vogelpark aufbaute. Bahr begann mit einer Kanarienvogelzucht, zum Schluss gab es dort etwa 1000 Vögel in rund 250 Arten. Die Fläche des Parks betrug 15.000 Quadratmeter.
Im Vogelpark fanden sich Papageien, Emus, Ibisse und Fasanen sowie Enten und Tauben. Im Park wurde keine Vogelzucht betrieben.
Nach dem Tod des Gründers übernahm sein Sohn die Anlage, konnte den Vogelpark allerdings wirtschaftlich nicht halten. 2003 wurde der Park geschlossen, die Auflagen waren zu hoch. Aus dem Gelände wurde 2009 durch einen Beschluss des Stadtentwicklungsausschusses Bad Oeynhausen Bauland. Auf dem Gelände entstehen sechs Baugrundstücke.